# Bokbålet i Höör 1996
Bokbålet i Höör 1996 var ett bokbål med nazistisk inriktning i skånska Höör, med aktiva Sverigedemokrater som deltagare. Bokbålet har bland annat uppmärksammats av Insider år 2000, i Sydsvenskan 2002, av Expo 2005 och 2013 samt av Gellert Tamas i dennes bok Det svenska hatet (2016). Bokbålet, som var en del av en nazistisk träff, arrangerades lördagen den 1 juni 1996 i närheten av Sverigedemokraten Anders Westergrens bostad i Höör, och det var också Westergren som lånade ut sin mark för ändamålet. Arrangörer till tillställningen var Tina Hallgren Bengtsson och Jan Bengtsson, som båda tidigare hade suttit i Sverigedemokraternas partistyrelse på riksplanet.
Ytterligare en deltagare, som 2013 uppmärksammades av Expo i en artikel, var Jerker Magnusson, en av grundarna av Bevara Sverige Svenskt och även han en tidig medlem i Sverigedemokraternas partistyrelse.